# Flughafen Diu

i8
i11
i13
Der nur ca. 5 m hoch gelegene Flughafen Diu (englisch Diu Airport, IATA-Code: DIU, ICAO-Code: VADU) ist ein kleiner nationaler Flughafen auf der Insel Diu ca. 8 km (Fahrtstrecke) westlich der Stadt Diu im Unionsterritorium Dadra und Nagar Haveli und Daman und Diu südlich der Halbinsel Kathiawar im Nordwesten Indiens.

## Geschichte
Der Flughafen wurde in den Jahren 1954/55 von der portugiesischen Kolonialmacht als Militär- und Versorgungsflughafen gebaut und in Betrieb genommen. Im Dezember 1961 wurde im Zuge der Vertreibung der Portugiesen das Flugfeld von der Indian Air Force bombardiert.

## Verbindungen
Derzeit betreibt nur eine indische Fluggesellschaft tägliche Linienflüge nach Mumbai.

## Sonstiges
- Betreiber des Flughafens ist das Airports Authority of India.
- Es gibt eine Start-/Landebahn mit 1826 m Länge.